# Bernhard Graf (Kunsthistoriker)
Bernhard Graf (* 27. März 1962 in Landshut) ist ein deutscher Historiker, Kunsthistoriker, Germanist und Dokumentarfilmer.

## Leben
Bernhard Graf wurde nach seinem Studium in Germanistik, Geschichte und Kunstgeschichte 1990 an der Ludwig-Maximilians-Universität München in der Neueren Deutschen Literatur bei Dietz-Rüdiger Moser mit dem Thema Oberdeutsche Jakobsliteratur – Eine Studie über den Jakobuskult in Bayern, Österreich und Südtirol promoviert. 1995 folgte die zweite, interdisziplinäre Promotion in den Hauptfächern Kunstgeschichte und Geschichte bei Hermann Bauer und Friedrich Prinz mit der Dissertation Discordia inter regnum et sacerdotium – Gregorianisches Kunstwollen im Investiturstreit mit besonderer Berücksichtigung der Lambacher Fresken.
Seit 1985 arbeitet Graf als Drehbuchautor, Regisseur und Coach (Wir sind Bayern) beim Bayerischen Rundfunk in den Redaktionen „Kirche und Welt“, „Kulturberichte“, „Medizin“, „Kunst und Literatur“, „Geschichte und Gesellschaft“, „Sonderprojekte“ und „Wir in Bayern“. Zudem lehrt er seit 1996 an der Ludwig-Maximilians-Universität, an der Technischen Universität Darmstadt und an der Katholischen Universität Eichstätt-Ingolstadt. Graf konzipierte zahlreiche historische und kunsthistorische Ausstellungen, u. a. für das Haus der Bayerischen Geschichte, das Bayerische Kultusministerium („Auf alten Wegen Europa neu entdecken“), das Erzbistum München und Freising (Ewig in der Fremde, Bischof Benno von Meißen), die Munich Show und für den Freundeskreis der Herzöge von Leuchtenberg. Den Schwerpunkt seiner wissenschaftlichen Arbeit bildet die Darstellbarkeit von Geschichte, Kirchen-, Musik- und Kunstgeschichte in Film und Fernsehen sowie der Zusammenklang von Geschichte und Mineralogie. So zum Beispiel greifen in seinem Werk Im Glanz edler Steine. Die Wittelsbacher und ihre Juwelen die Wittelsbacher Hausgeschichte, die großen europäischen Ereignisse, die Mineralogie sowie die Fernhandelsgeschichte ineinander.

## Schriften (Auswahl)

### Bücher
- Kurfürst Carl Theodor von Pfalz-Bayern. Musiker, Mäzen und Reformer, Verlag Friedrich Pustet, Regensburg 2024, ISBN 978-3-7917-7548-7.
- Majestätisch kuren. Bayerns Hofbäder. Allitera-Verlag, München 2023, ISBN 978-3-96233-391-1.
- Das Haus Wittelsbach und die Fotografie. Allitera-Verlag, München 2022, ISBN 978-3-96233-327-0.
- Die Magie der Steine, Hg. The Munich Show - Mineralientage München, Christian Weise Verlag GmbH, München 2022, ISBN 978-3-921-656-95-2.
- Napoleons Erben. Die Herzöge von Leuchtenberg. Allitera-Verlag, München 2021, ISBN 978-3-96233-211-2.
- Mozarts vergessene Vorfahren. Eine Künstlerfamilie aus Augsburg und Schwaben. Allitera-Verlag, München 2019, ISBN 978-3-96233-132-0.
- Im Glanz edler Steine. Die Wittelsbacher und ihre Juwelen. Allitera-Verlag, München 2018, ISBN 978-3-96233-049-1.
- Sisis Geschwister. Allitera-Verlag, München 2017, ISBN 978-3-86906-977-7.
- The Munich Show, Mineralientage München, Theme book, FROM MINE TO MINE. Wachholtz, Kiel/Hamburg 2017, ISBN 978-3-529-05479-2.
- The Munich Show, Mineralientage München, Sonderdruck, Yin & Yang der Urweltozeane. Kastner & Callwey Medien, Oberhaching 2017.
- Sisis Vater, Herzog Maximilian in Bayern. Allitera-Verlag, München 2016, ISBN 978-3-86906-868-8.
- Die schönsten Brücken der Welt. Area-Verlag, Erftstadt 2007, ISBN 978-3-8361-1033-4.
- Pinturas, que cambiaron el mundo. Electa, Pinto (Madrid) 2006, M.46.589-2006.
- Gems, The World’s Greatest Treasures and their Stories. Prestel-Verlag, München/London/New York 2001, ISBN 3-7913-2581-7.
- Buildings, that changed the world. Prestel-Verlag, München/London/New York 1999, ISBN 3-7913-2150-1.
- Jakobs Spuren in Bayern, Österreich und in der Schweiz. Rosenheimer Verlagshaus, Rosenheim 1994, ISBN 3-475-52768-5.
- Auvergne und Limousin, Von Lyon durch das Zentralmassiv. Artemis & Winkler, München/Zürich 1993, ISBN 3-7608-0822-0.

## Dokumentarfilme (Auswahl)
Mittelalter
- Aus himmlischen Höhen. Neue Blickwinkel in bayerischen Kathedralen, 45 min., BR 2014 (Buch und Regie)
- Bayern macht Geschichte. Kaiser Heinrich II., 45 min., BR 2012 (Buch und Regie)
- Kaiser Ludwig IV. der Bayer, 45 min., BR 2008 (Buch und Regie)
- Adelsmacht und Bürgerstolz. Franken im Mittelalter, 45 min., BR 2004 (Buch und Regie)
- Der Turm voller Gulden. Die Reichen Herzöge von Baiern-Landshut, 45 min., BR 2003 (Buch und Regie)
- Kaiser Otto III. Erneuerer des Reiches, 45 min., BR 2002 (Buch und Regie)
- Pfefferwette und Safranschau. Gewürzspekulationen im Mittelalter, 45 min., BR, 1997 (Buch und Regie)
- Die Klöster. Die Zeit der Romanik, 45 min., BR 1994 (Buch und Regie)

Neuzeit
- König Ludwig I. Zwischen Kunst, Mätressen und Revolution, 45 min., BR 2025 (Buch und Regie)
- Max I. Joseph. Vater des Königreichs Bayern, 45 min., BR 2025 (Buch und Regie)
- Kurfürst Carl Theodor von Pfalz-Bayern. Des Glückes Wunder, 45 min., BR 2024 (Buch und Regie)
- Majestätisch kuren. Bayerns Hofbäder, 45 min., BR 2023 (Buch und Regie)
- Gute alte Zeit? Prinzregent Luitpold von Bayern, 45 min., BR 2022 (Buch und Regie)
- Coburg für Bayern und Europa, 45 min., BR 2021 (Buch und Regie)
- Napoleons Erben in Bayern. Die Herzöge von Leuchtenberg, 45 min., BR 2020 (Buch und Regie)
- König Ludwig I. und seine Bavaria, 45 min., BR 2018 (Buch und Regie)
- Die Wittelsbacher im Tegernseer Tal, 45 min., BR 2017 (Buch und Regie)
- Sisis berühmte Geschwister, 45 min., BR 2016 (Buch und Regie)
- Sisis Vater, Herzog Maximilian in Bayern, 45 min., BR 2015 (Buch und Regie)[1]
- Sir Benjamin Thompson, Ein Amerikaner wird bayerischer Minister, 30 min., BR 2014 (Buch und Regie)
- Bayern und Italien, Zwischen Sehnsucht und Hoffnung, 45 min., BR 2010 (Buch und Regie)
- Max Emanuel, Der Blaue Kurfürst, 45 min, BR 2007 (Buch und Regie)
- Königreich Bayern, König Max I. Joseph, 45 min., BR 2006 (Buch und Regie)
- Bayern und Tirol, „Werft sie den Berg hinab“, 45 min, BR 2009 (Buch und Regie)
- Andreas Hofer, Rebell gegen Napoleon, 45 min., ORF 2009 (Buch und Regie)
- Feuer, Pest und Tod, Baiern im 30jährigen Krieg, (zweiteilig), je 45 min., BR 1998 (Buch)

Künstlerporträts
- Johann Michael Rottmayr. Genie der barocken Farbe, 45 min., BR 2004 (Buch und Regie)
- Zwischen Barock und Rokoko. Der Hofbildhauer Balthasar Permoser, 45 min, BR 2001 (Buch und Regie)
- Lustwandeln in Sckells Gärten, 45 min., BR 2000 (Buch und Regie)
- Diego Velázquez. Hofmarschall und Maler, 45 min., BR 1999 (Buch und Regie)

Architektur und Gartenkunst
- Nymphenburg – Blicke hinter Schloss und Riegel, 45 min, BR 2021 (Buch und Regie)
- Unsterbliches Mittelalter. Gotik in Bayern, 45 min., BR 2019 (Buch und Regie)
- Die Münchner Glaskunst erobert die Welt, 45 min., BR 2008 (Buch und Regie)
- Schatzkammer Bayern. Burgen und Schlösser (mehrteilig), je 45 min., BR 2006–2009 (Buch und Regie)
- Gabriel von Seidl (zweiteilig), je 45 min., BR 2004 (Buch und Regie)
- Paradiese auf Erden (mehrteilig), je 45 min, BR 2002–2005 (Buch und Regie)

Musikgeschichte
- Mozarts Geheimnisse, 45 min., BR 2019 (Buch und Regie)
- Mozart – die wahre Geschichte, 45 min., BR 2012 (Buch und Regie)
- Eingetaucht in die Ewigkeit. Augsburg – die bayerische Mozartstadt, 45 min., BR 2011 (Buch und Regie)

Naturgeschichte
- Die Wittelsbacher und ihre Juwelen, 45 min., BR 2019 (Buch und Regie)
- Von Katzen und Menschen. Geschichte einer eigenwilligen Beziehung, 45 min., BR 2006 (Buch und Regie)
- Ein Diamant für Bayern. Der Blaue Wittelsbacher, 45 min., BR 2011 (Buch und Regie)
- Im Licht der heiligen Steine, 45 min., BR 2013 (Buch und Regie)
- Wasser, das göttliche Element, 45 min., BR 2014 (Buch und Regie)

Geschichte der Medizin
- Freispruch für den „Wasserdoktor“. Die Kneipp-Prozesse und ihre Folgen, 45 min., BR 1998 (Buch und Regie)
- Sebastian Kneipp und seine Zeit, 60 min., BR 1998 (Buch und Regie)

Rundfunkgeschichte
- 100 Jahre Radio. Eine Liebeserklärung, 45 min., BR 2023 (Buch und Regie).
- 75 Jahre BR. Leidenschaft für Bayern, 45 Min., BR 2024 (Buch und Regie).